# Interkulturalität
Der Begriff Interkulturalität bezeichnet den Interaktionsprozess zwischen Angehörigen unterschiedlicher Kulturen. Durch die interkulturelle Handlungs- bzw. Kommunikationssituation entstehen neue Handlungen und Deutungen, die weder der einen noch der anderen Kultur eindeutig zugeordnet werden können, sondern gewissermaßen eine neue synergetische „Zwischen-Kultur“ erschaffen. Interkulturalität kann sowohl auf individueller als auch auf organisationaler Ebene stattfinden.

## Definitionen

### Csaba Földes
Nach Csaba Földes beschreibt Interkulturalität zunächst einmal auf der Objektebene ein Phänomen und stellt eine Art Beziehung dar (die in der Regel zur Herausbildung einer „dritten Größe“ führt). Auf der Metaebene (auf der Ebene der Reflexion) hingegen handelt es sich um ein dynamisches und disziplinenübergreifendes Konzept, das sich auf eine Erschließung von Bedingungen, Möglichkeiten und Folgen einer Interaktion zwischen Kulturarealen richtet, einschließlich ihrer Wahrnehmung.
In einer kulturellen Überschneidungssituation, beispielsweise in einem Gespräch, treffen „Eigenkultur“ und „Fremdkultur“ aufeinander. Es entsteht das Interkulturelle, mithin das Zwischenkulturelle. Unterschiedliche Kulturen sind nicht so stark voneinander getrennt, dass ein Austausch unmöglich wäre. Es gibt grundlegende Gemeinsamkeiten zwischen allen Kulturen.

### Hamid Reza Yousefi
Der deutsch-iranische Philosoph Hamid Reza Yousefi bezeichnet in seinem Werk Interkulturalität und Geschichte die Interkulturalität als den „Namen einer Theorie und Praxis, die sich mit dem historischen und gegenwärtigen Verhältnis aller Kulturen und der Menschen als ihrer Träger auf der Grundlage ihrer völligen Gleichwertigkeit beschäftigt. Sie ist eine wissenschaftliche Disziplin, sofern sie diese Theorie und Praxis methodisch untersucht.“ In diesem Sinne unterscheidet Yousefi zwischen einer historischen, einer systematischen und einer vergleichenden Interkulturalität. Auf dieses Vorverständnis gründet Yousefi seine Sicht der Interkulturellen Philosophie.

## Interkulturelle Kommunikation
Der interkulturelle Austausch wird dadurch ermöglicht, dass Menschen sich zum Austausch von Informationen der Sprache, der Gestik und Mimik bedienen und dass diese Elemente der Kommunikation übersetzbar sind.
Allein mit Hilfe von Gesten können oftmals Grundbedürfnisse wie Essen, Trinken, Schlafen oder andere Formen der Hilfsbedürftigkeit unkompliziert und auch über Kulturbarrieren hinweg ausgedrückt werden. Die Geste – so sie verstanden wird – birgt somit in sich ein interkulturelles Kommunikationspotential.

## Probleme der interkulturellen Kommunikation
Die an einer kulturellen Überschneidungssituation beteiligten Interaktionspartner stehen in ihrem Handeln und Verstehen oft unter dem Einfluss des eigenen Ethnozentrismus. Dieser Ethnozentrismus – also die allein auf die eigene Kultur bezogene Weltsicht – kann dazu führen, dass eine solche Kommunikation erschwert wird, insbesondere dann, wenn der Ethnozentrismus aktiv gefördert wird. Das Stattfinden interkultureller Kommunikation ist also auch abhängig von der Bereitschaft der aufeinandertreffenden Individuen, sich miteinander auszutauschen, der sogenannten Einstellungsebene. Die allgemeine Toleranz und Akzeptanz des Anderen ist in dieser Hinsicht die eigentliche Frage.
Durch die Sprachbarriere oder die Angst vor dem Fremden werden weitere Schwierigkeiten bei der interkulturellen Kommunikation ausgebildet. Auch werden Gesten unterschiedlich interpretiert, was mit der unterschiedlichen Sozialisation der Interaktionspartner zusammenhängt. Eine Berührung bei der Begrüßung kann zum Beispiel innerhalb einer Kultur als freundlich und innerhalb einer anderen Kultur als Provokation verstanden werden. Bei der nonverbalen Verständigung können Gesten also sowohl integrativen, als auch trennenden Charakter bei der interkulturellen Kommunikation haben.
Auch zwischen Menschen, die ähnlich sozialisiert wurden und die innerhalb ein und derselben Kultur beheimatet sind, können grundsätzliche Meinungsverschiedenheiten in Hinsicht auf Lebensentwürfe und die tägliche Konzeption des Lebens und des Daseins auftreten. Verständigungsprobleme zwischen Menschen überhaupt sind nicht immer nur deshalb gegeben, weil die Partner der Interaktion unterschiedlichen Kulturen angehören.
Differenzen innerhalb der eigenen Kultur – etwa Unterschiede zwischen Subkulturen oder kulturelle Unterschiede zwischen gesellschaftlichen Gruppierungen – werden bisweilen unter dem Begriff der Intrakulturalität gefasst.

## Interkulturalität als wichtige Grundlage der menschlichen Kultur
Die menschliche Welt ist ohne Interkulturalität nicht denkbar. Im Verlauf der menschlichen Kulturentwicklung ist das Aufeinandertreffen und der Austausch zwischen Kulturen ein wesentlicher Vorgang. Das Interkulturelle, das dabei entstanden ist, wurde im Laufe der Zeit fortwährend in die jeweiligen Kulturen eingebettet und damit zum Kulturbestandteil. Durch diesen Austausch war es möglich, Erfindungen und Entwicklungen zwischen Kulturen weiterzugeben, so dass sich grundlegende Ideen, wie das Rad, weltweit und zum Nutzen aller verbreiten konnten. So sind zum Beispiel aktuelle Hochtechnologien (Auto, Computer) Ergebnis der Zusammenführung von Ideen, die in vielen verschiedenen Kulturen hervorgebracht wurden und somit Resultat der Interkulturalität.

## Spezielle Aspekte
- Interkulturelle Erziehung
- Interkulturelle Kompetenz
- Interkulturelle zweisprachige Erziehung
- Interkulturelles Lernen
- Interkulturelles Management